# Banchus nigroflavus
Banchus nigroflavus là một loài tò vò trong họ Ichneumonidae.